# Fontedemouros
Fontedemouros (llamado oficialmente Fonte de Mouros) es un caserío español situado en la parroquia de Reádegos, del municipio de Villamarín, en la provincia de Orense, Galicia.

## Demografía
| Gráfica de evolución demográfica de Fontedemouros entre 2000 y 2023 |
|                                                                     |
| Datos según el nomenclátor publicado por el INE.                    |